# Olympische Sommerspiele 1968/Teilnehmer (Hongkong)
| Gelbes Symbol für Goldmedaillen mit stilisierten Olympischen Ringen | Graues Symbol für Silbermedaillen mit stilisierten Olympischen Ringen | Braundes Symbol für Bronzemedaillen mit stilisierten Olympischen Ringen |
| ------------------------------------------------------------------- | --------------------------------------------------------------------- | ----------------------------------------------------------------------- |
| —                                                                   | —                                                                     | —                                                                       |

Hongkong nahm an den Olympischen Sommerspielen 1968 in Mexiko-Stadt mit einer Delegation von elf männlichen Athleten an zwölf Wettkämpfen in drei Sportarten teil. Ein Medaillengewinn gelang keinem der Athleten.

## Teilnehmer nach Sportarten

### Schießen
- Young Kwok Wai
Schnellfeuerpistole 25 m: 56. Platz

- José Lei
Kleinkalibergewehr Dreistellungskampf 50 m: 49. Platz
Kleinkalibergewehr liegend 50 m: 77. Platz

- Peter Rull
Kleinkalibergewehr liegend 50 m: 71. Platz

### Schwimmen
- Andrew Loh
100 m Freistil: im Vorlauf ausgeschieden
200 m Freistil: im Vorlauf ausgeschieden
400 m Freistil: im Vorlauf ausgeschieden
100 m Schmetterling: im Vorlauf ausgeschieden
200 m Lagen: im Vorlauf ausgeschieden

- Robert Loh
100 m Freistil: im Vorlauf ausgeschieden
200 m Freistil: im Vorlauf ausgeschieden
400 m Freistil: im Vorlauf ausgeschieden
100 m Schmetterling: im Vorlauf ausgeschieden
200 m Lagen: im Vorlauf ausgeschieden

- Ronnie Wong
100 m Freistil: im Vorlauf ausgeschieden
200 m Freistil: im Vorlauf ausgeschieden
400 m Freistil: im Vorlauf ausgeschieden
100 m Rücken: im Vorlauf ausgeschieden
200 m Rücken: im Vorlauf ausgeschieden
200 m Lagen: im Vorlauf ausgeschieden

### Segeln
- Neil Pryde
Flying Dutchman: 14. Platz

- Peter Gamble
Flying Dutchman: 14. Platz

- John Park
Drachen: 19. Platz

- Paul Coope
Drachen: 19. Platz

- William Turnbull
Drachen: 19. Platz